# Lakeside (Montana)
Lakeside és una concentració de població designada pel cens dels Estats Units d'Amèrica a l'Estat de Montana.

## Demografia
Segons el cens del 2000, Lakeside tenia 1.679 habitants, 705 habitatges, i 520 famílies. La densitat de població era, doncs, de 88,3 habitants per km².
Dels 705 habitatges en un 26% hi vivien nens de menys de 18 anys, en un 67,7% hi vivien parelles casades, en un 3,8% dones solteres, i en un 26,2% no eren unitats familiars. En el 22,7% dels habitatges hi vivien persones soles el 9,6% de les quals corresponia a persones de 65 anys o més que vivien soles. El nombre mitjà de persones vivint en cada habitatge era de 2,38 i el nombre mitjà de persones que vivien en cada família era de 2,78.
Per edats la població es repartia de la següent manera: un 23% tenia menys de 18 anys, un 3,8% entre 18 i 24, un 24,2% entre 25 i 44, un 30,3% de 45 a 60 i un 18,7% 65 anys o més.
L'edat mediana era de 44 anys. Per cada 100 dones de 18 o més anys hi havia 91,7 homes.
La renda mediana per habitatge era de 36.048 $ i la renda mediana per família de 43.839 $. Els homes tenien una renda mediana de 30.819 $ mentre que les dones 21.591 $. La renda per capita de la població era de 18.533 $. Aproximadament el 13,6% de les famílies i el 17,3% de la població estaven per davall del llindar de pobresa.

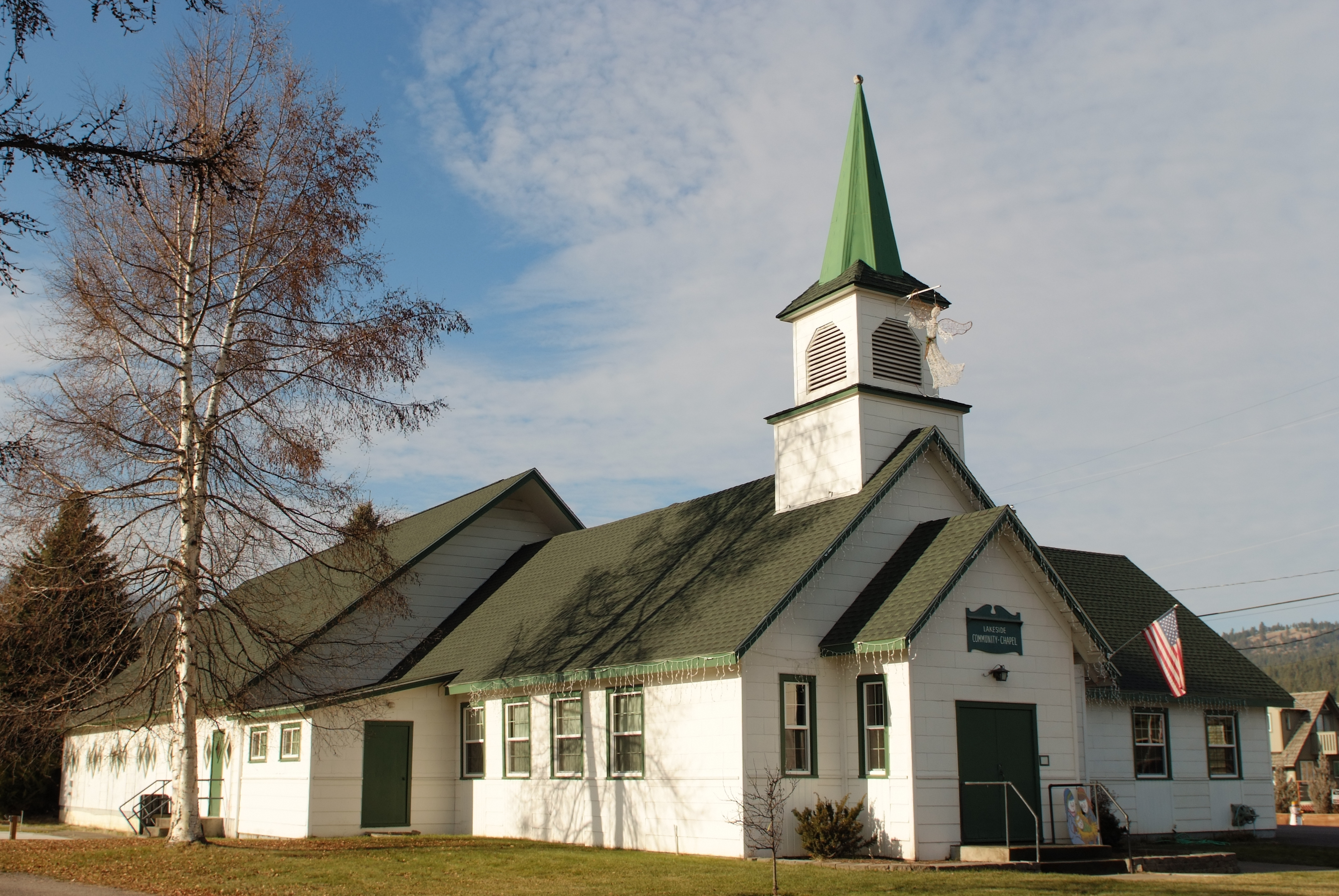
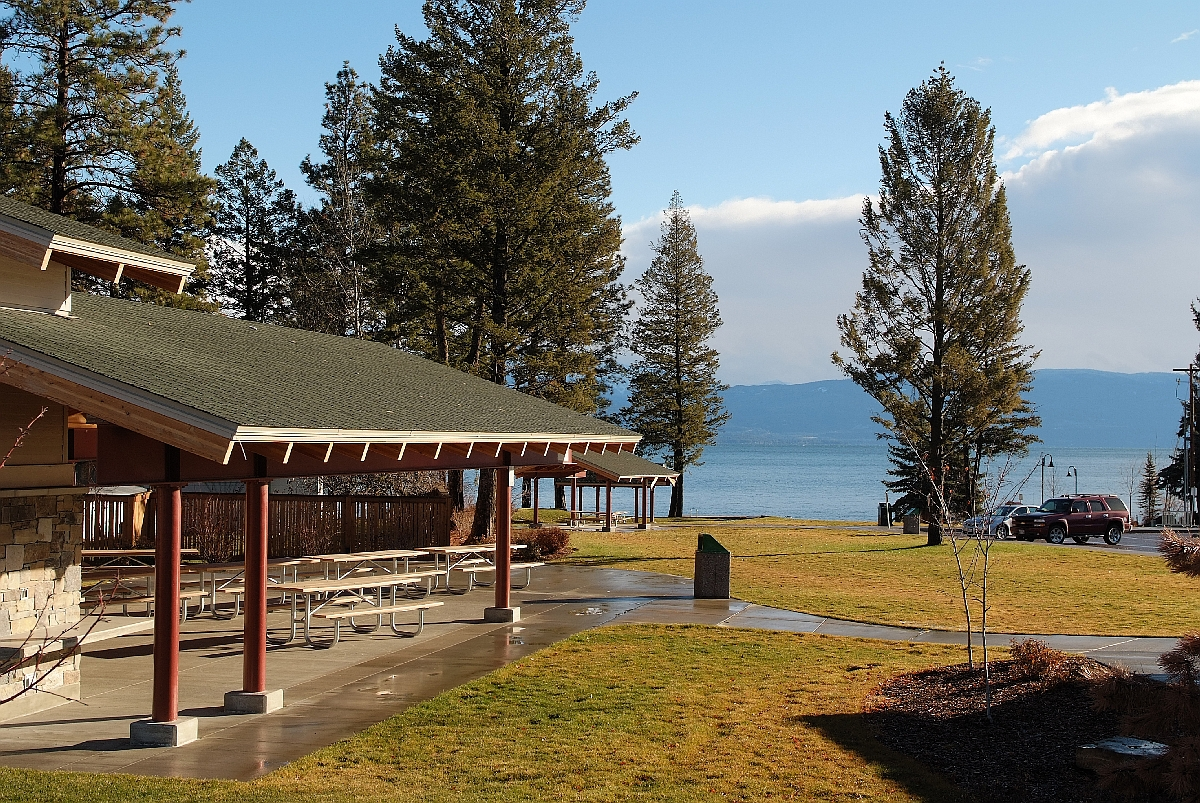
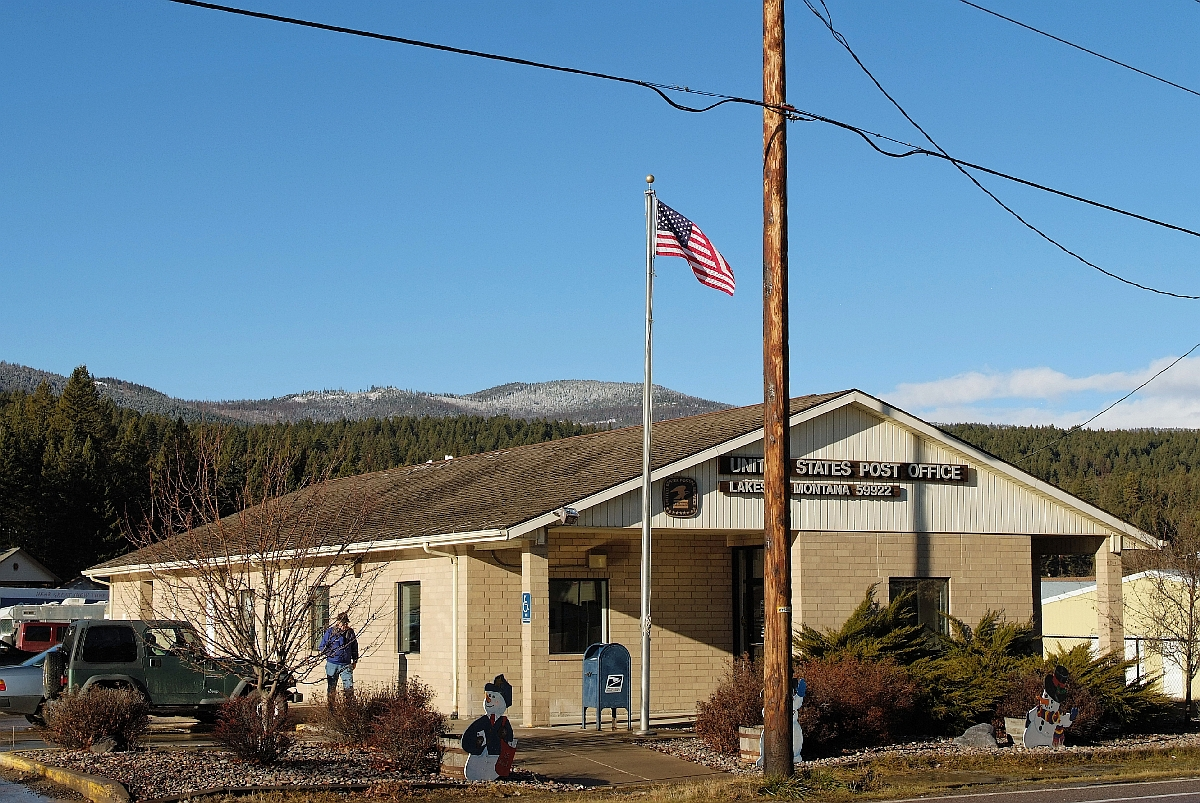
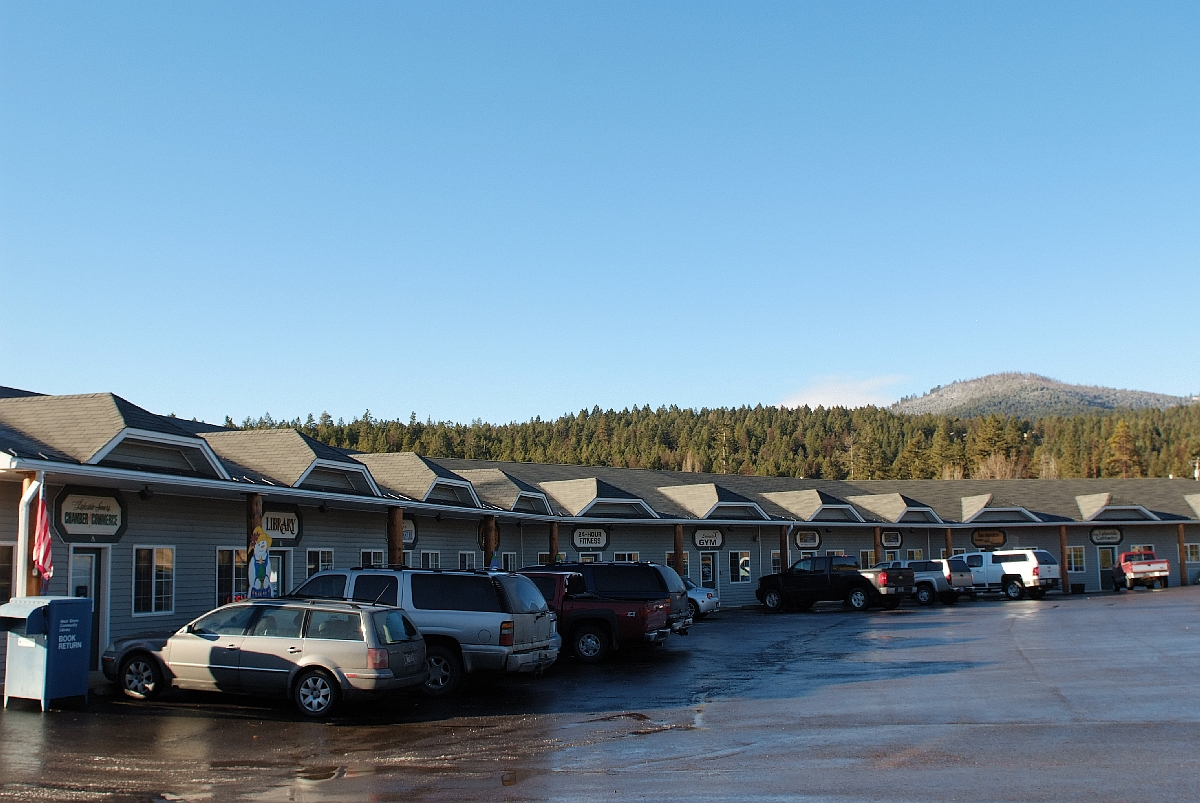
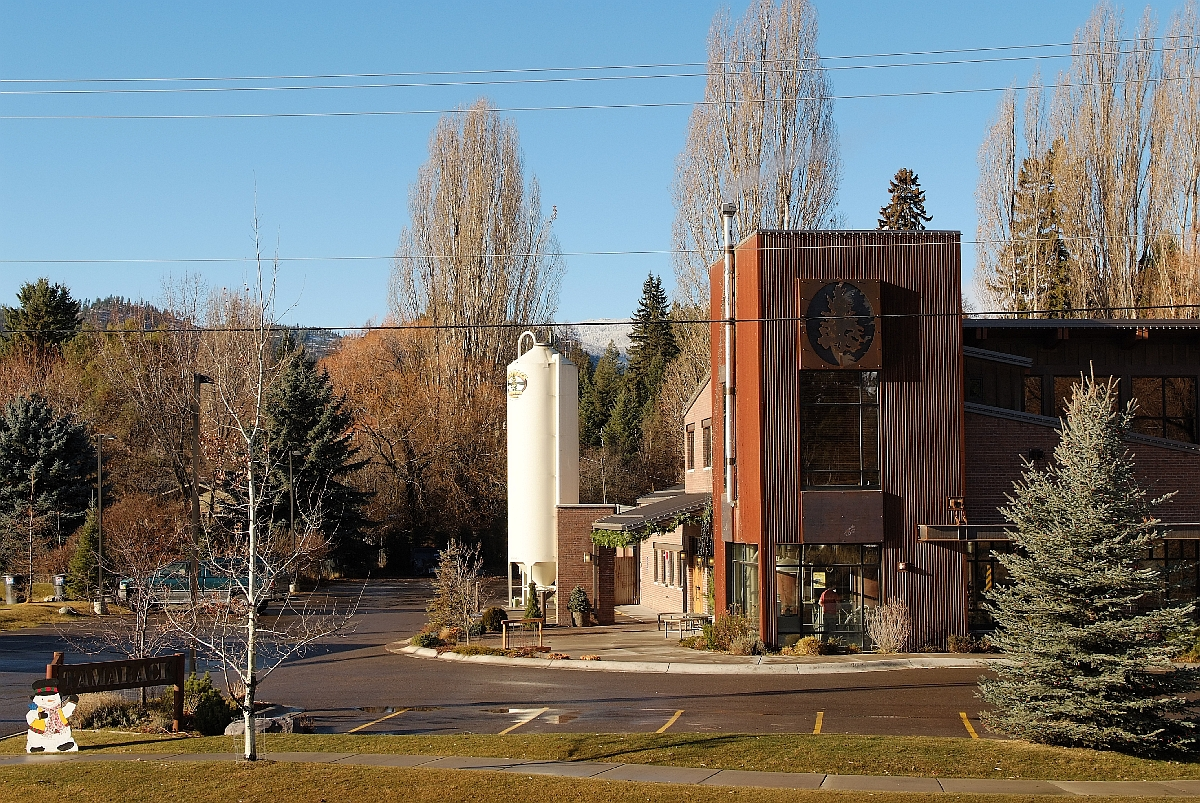

## Poblacions més properes
El següent diagrama mostra les poblacions més properes.